# Дінець Йосиф
Йосиф Дінець (нар. 26 грудня 1806 року, с. Тартаків, Жовківський округ, Королівство Галичини та Володимирії, Австрійська імперія — ?) — селянин, політичний та громадський діяч Галичини середини XIX століття, посол до Австрійського парламенту 1848 року.
Член Райхстагу від 10 липня 1848 року до 7 березня 1849 року. Обраний на додаткових виборах. На першому голосуванні ні Йосиф Дінець, ні його опонент граф Франц Штадіон не набрали більшості. Виборчий комісар наказав у Сокалі повторити вибори «бо не час чекати декларації Його Превосходительства щодо того чи іншого повіту тільки тому, що в Сокалі 14 виборців утримались від голосування, хоча і під марним приводом».
7 березня 1849 року парламент був розпущений і парламентарі втратили повноваження.